# Sœurs de Notre-Dame du Saint-Rosaire
Les Sœurs de Notre-Dame du Saint-Rosaire  (en latin : Congregationis Sororum a Domina Nostra Sancti Rosarii de Sancto Germano) sont une congrégation religieuse féminine enseignante de droit pontifical.

## Historique
Le 3 avril 1875, Élisabeth Turgeon (1840-1881) entre chez les Sœurs des Petites-Écoles qui ont pour but de former des institutrices pour les écoles paroissiales du diocèse de Rimouski. Avec 12 compagnes, elle prononce ses vœux religieux le 12 septembre 1879 ; le même jour, elle est nommée supérieure. 
En 1891,  Mgr Jean Langevin érige canoniquement la congrégation qui change de nom pour celui de sœurs de Notre-Dame du Saint-Rosaire. L'institut reçoit le décret de louange le 7 mai 1927 et ses constitutions religieuses sont définitivement approuvées par le Saint-Siège le 7 janvier 1936. 

## Activités et diffusion
Les Sœurs de Notre-Dame du Rosaire se consacrent à l'enseignement.
Elles sont présentes en : 
- Amérique du Nord : Canada, États-Unis.
- Amérique centrale : Guatemala, Haïti, Honduras, République dominicaine.
- Amérique du Sud : Pérou.

La maison-mère se trouve à Rimouski. 
En 2017, la congrégation comptait 328 sœurs dans 44 maisons.